# SK트레이딩인터내셔널
SK트레이딩인터내셔널은 2013년 SK에너지로 부터  트레이딩 사업부문을 물적분할하여 설립된 회사다. 본사는 서울특별시 종로구 종로 26 (서린동)에 있다.

## 역사
- 2013년 - SK에너지의 트레이딩 사업부문을 인적분할하여 설립
- 2024년 - SK온과 합병

## 사업장
- 본사 : 서울특별시 종로구 종로 26 SK빌딩